# 奈良県立信貴ケ丘高等学校
奈良県立信貴ケ丘高等学校（ならけんりつ しきがおか こうとうがっこう、英: Nara Prefectural Shigigaoka High School）は、奈良県生駒郡三郷町信貴ケ丘4丁目に所在した県立高等学校。

## 概要
1986年（昭和61年）4月に、「英語教育の重視」を特色とする「第16高等学校」として開設された全日制普通科高校。奈良県立上牧高等学校と統合する際、新設合併により、2006年（平成18年）3月に閉校、廃止された。

### 教育方針

#### 校訓
校訓は「敬愛」「自律」「力行」であり、信貴ケ丘高校生としての自覚と愛校心を育て、信貴ケ丘高校生徒としての精神的なバックボーンとなるよう1986年6月11日に制定された。
- 敬愛（） - 人間尊重の精神に立脚し、常に誠意をもって人に接し、相手の立場にたって思いやりをもち、互いに人間として敬い愛される人間関係を育てる。
- 自律（） - 自己の行動を厳しく見つめ、善悪の判断を的確にして過たないようにする。規律を守り、責任ある行動のできるよう、自らを律することが、肝要である。
- 力行（） - 積極的に精を出し、努め行うことのできる実行力のある人間を育てる。そのため、何事も真剣に取り組むこと、自信をもって行うこと、途中で投げ出さず最後までやり抜くことが大切である[1]。

## 沿革

### 年表
- 1984年2月20日 - 奈良県議会文教委員会において、「第16高等学校」を三郷町に建設し、開校は昭和61年度とすることを承認。
- 1985年
  - 4月1日 - 奈良県立高等学校等設置準備事務所開設。所長ほか10名を発令。
  - 9月10日 - 奈良県教育委員会で「英語教育の重視」を特色とすることを承認。
  - 11月21日 - 奈良県教育委員会で校章決定。
  - 11月25日 - 校舎一期工事及び体育館着工。
  - 12月23日 -  奈良県議会での「奈良県立高等学校設置条例の一部を改正する条例」の可決により、校名を「奈良県立信貴ケ丘高等学校」と決定。
- 1986年
  - 3月14日 - 第１回入学者選抜学力検査を奈良産業大学で実施、受検者282名。
  - 4月1日 - 奈良市船橋町の仮校舎で奈良県立信貴ケ丘高等学校開校。初代校長 杉本葆ほか18名の職員着任。
  - 4月10日 - 開校式並びに第1回入学式挙行。
  - 6月11日 - 校訓「敬愛」「自律」「力行」を制定。
  - 7月3日 - 校舎一期工事及び体育館竣工。
  - 7月23日 - 新校舎へ移転。
- 1987年
  - 3月13日 - 校歌制定
  - 3月18日 - 校舎二期工事竣工。
- 1988年
  - 5月11日 - 校舎三期工事竣工。
  - 6月7日 - 落成式挙行。
- 1989年
  - 2月25日 - 第1回卒業証書授与式を挙行。266名（男子127名、女子139名）卒業。
  - 2月28日 - 格技場竣工。
- 1995年11月15日 - 創立10周年記念式典挙行。人工芝テニスコート竣工。
- 2001年4月1日 - クラブハウス竣工。
- 2003年
  - 9月22日 - 2004年度以降の生徒募集停止を公表。
  - 12月19日 - 奈良県議会での「奈良県立高等学校設置条例の一部を改正する条例」の可決により、奈良県立信貴ケ丘高等学校の廃止と、校名を「奈良県立西和清陵高等学校」とする奈良県立上牧高等学校との統合校の設置を決定。
- 2004年4月1日 - 奈良県立西和清陵高等学校が開設され、校舎を含む校地の共用を開始。
- 2005年11月25日 - 創立20周年記念式典挙行。中庭にパーゴラ設置。
- 2006年
  - 3月1日 - 第18回卒業証書授与式を挙行。154名（男子73名、女子81名）卒業。
  - 3月31日 - 奈良県立信貴ケ丘高等学校引継式を挙行（県立信貴ケ丘高等学校から県立西和清陵高等学校へ校旗引継）。奈良県立信貴ケ丘高等学校閉校、廃止。

## 基礎データ

### 所在地
- 奈良県生駒郡三郷町信貴ケ丘4丁目7-1

### アクセス
- 奈良交通「信貴ケ丘高校」停留所下車すぐ。
- 近鉄生駒線「信貴山下駅」から北西へ約1.0kｍ（徒歩約18分）

### 象徴

#### 校名
信貴山の中腹、大和平野を見渡す絶景の場所にあり、眼下を大和川が流れている。この辺りの大和川は、古くは竜田川と呼ばれ、竜田の紅葉（もみじ）として和歌にも名高い名所でもある。そこで、信貴山の名をとり「信貴ケ丘高校」と名づけられた。

#### 校章
校章には信貴の2峰をバックに2枚の紅葉の葉をデザインして、風光明媚なよき環境を表すとともに、紅葉の１枚で学習活動を、他の１枚で体育活動を象徴し、両面のたゆみない伸長発展を願っている。

#### 校歌
作詞は初代校長の杉本葆、作曲は朝比奈秀雄による。歌詞は3番まであり、各番に校名の「信貴ケ丘高校」が登場する。

## 設置する課程、学科及び定員
- 全日制課程
  - 普通科 - 480名（募集人員160名：一般選抜）

## 学校行事

### 紅葉祭
学園祭は「紅葉祭」と呼ばれ、開校年度より開催された。

### 新春百人一首カルタ大会
百人一首を通じて古典への関心と理解を深めるために、毎年1月下旬に学校行事として、開校年度より開催された。体育館において、1,2年生全員でクラス別の団体戦を実施し、個人成績優秀者を作法室に集め、個人戦を実施した。

## 部活動
文化系16（総務委員会所属部を含む）、体育系9のクラブが存在した。入学時に全員どこかのクラブ（部活動）に入らなければならなかった。

### 文化系
- 新聞部（総務委員会所属）
- 放送部（総務委員会所属）
- 人権研究部（総務委員会所属）
- 茶道部
- 華道部
- ESS
- 吹奏楽部
- 写真部
- 書道部
- コーラス部
- 科学部
- 文芸部
- 美術部
- 演劇部
- コンピュータ部
- バトントワリング部

### 体育系
- 野球部
- テニス部
- サッカー部
- 陸上競技部
- 卓球部
- バレーボール部
- バスケットボール部
- ソフトボール部
- ハンドボール部

## 高校関係者と組織

### 高校関係者組織
- 奈良県立信貴ケ丘高等学校同窓会 - 信貴ケ丘高等学校の卒業生による同窓会組織
- 奈良県立信貴ケ丘高等学校育友会 - 生徒保護者による保護者会組織